# Artem Konovalenko
Artem Konovalenko (11 de mayo de 2000) es un deportista de Ucrania que compite en atletismo. Ganó una medalla de oro en el Campeonato Europeo de Atletismo Sub-20 de 2019, en la prueba de triple salto.